# 宮脇梅吉

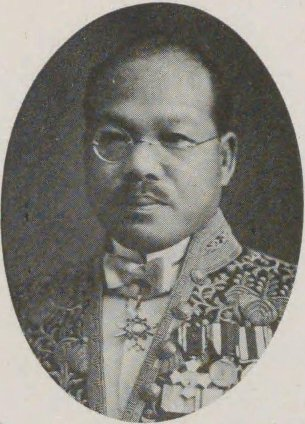
宮脇梅吉

宮脇 梅吉（みやわき うめきち、1883年（明治16年）9月12日 - 1941年（昭和16年）1月12日）は、日本の内務官僚。官選県知事。

## 経歴
愛媛県大内郡水主村（現在の香川県東かがわ市）出身。宮脇清吉の五男として生まれる。第一高等学校を経て、1909年、東京帝国大学法科大学法律学科を卒業。同年11月、文官高等試験行政科試験に合格。同年12月、統監府判事となり、晋州、大邱、京城の各裁判所で勤務。
1913年6月、内務省に転じ埼玉県理事官・内務部学務課長に就任。以後、福井県警察部長、和歌山県警察部長、広島県警察部長、京都府警察部長、宮城県内務部長、広島県書記官・内務部長、石川県書記官・内務部長などを歴任。
1927年5月、和歌山県知事に就任。以後、埼玉県知事（第23代、第28代）、千葉県知事、岐阜県知事、新潟県知事を歴任。1936年4月、新潟県知事を辞し退官した。その後、日本人絹織物工業組合理事長を務めた。

## その他
さいたま市誕生までの合併論議の歴史は古く、1927年に当時の官選知事の宮脇が提唱した“一大都市圏構想”に始まる。

## 親族
- 兄に田中義一内閣や幣原喜重郎内閣等で大臣を務めた立憲政友会の重鎮三土忠造（漢学者だった三土家の養子となった）、陸軍大佐から政友会の代議士となった宮脇長吉がいる。
- 紀行作家の宮脇俊三（長吉の三男）は甥。